# Hoàng Thanh Trang
Hoàng Thanh Trang (Hanoi, 25 april 1980) is een Vietnamese schaakster. In 2007 werd haar door de FIDE de grootmeestertitel toegekend. Hoàng komt uit voor Hongarije.
In 2013 won zij het Europees kampioenschap schaken bij de vrouwen. 